# Louis Delhaize Group
Louis Delhaize Group — бельгийская группа компаний, имеющая свои магазины во многих странах Европы. Состояние её владельца и генерального директора Филиппа Боуреза оценивается в € 2,5 млрд., что позволяет ему находится на 18 месте в списке самых богатых людей Франции.

## Структура
- Cora (гипермаркеты)
  - Albinuta (супермаркеты)
  - Animalis (зоомагазины)
  - Cora Travel (турагентство)
  - Ecomax (дискаунтеры)
  - Houra
  - Match (супермаркеты)
  - Profi (дискаунтеры)
  - Sovena
  - Truffaut (садовые магазины)
- Delitraiteur
- Houra.fr (интернет-магазины)
- Louis Delhaize (продуктовые магазины)

## Магазины в разных странах
На начало 2010 года в различных странах действуют следующие магазины, принадлежащие Louis Delhaize Group:
| Страна                      | Гипермаркетов | Дискаунтеров | Продовольственных магазинов | Круглосуточных магазинов | Магазинов животных | Ресторанов | Садовых магазинов | Супермаркетов | Прочих | В планах |
| --------------------------- | ------------- | ------------ | --------------------------- | ------------------------ | ------------------ | ---------- | ----------------- | ------------- | ------ | -------- |
| Великобритания              | 0             | 0            | 0                           | 0                        | 0                  | 0          | 7                 | 0             | 0      | 0        |
| Бельгия                     | 7             | 0            | 11                          | 56                       | 0                  | 17         | 0                 | 53            | 347    | 24       |
| Румыния                     | 1             | 18           | 0                           | 0                        | 0                  | 0          | 0                 | 0             | 0      | 0        |
| Венгрия                     | 6             | 64           | 0                           | 0                        | 0                  | 0          | 0                 | 141           | 0      | 0        |
| Люксембург                  | 2             | 0            | 0                           | 3                        | 0                  | 0          | 0                 | 12            | 0      | 0        |
| Франция                     | 59            | 0            | 0                           | 0                        | 27                 | 0          | 41                | 153           | 0      | 0        |
| Гвиана и Антильские острова | 3             | 49           | 0                           | 0                        | 0                  | 0          | 0                 | 17            | 0      | 0        |